# Systropus tetradactylus
Systropus tetradactylus är en tvåvingeart som beskrevs av Neal L. Evenhuis 1982. Systropus tetradactylus ingår i släktet Systropus och familjen svävflugor.
Artens utbredningsområde är Taiwan. Inga underarter finns listade i Catalogue of Life.